# 関野雄
関野 雄（せきの たけし、1915年6月14日- 2003年7月23日）は、日本の考古学者、東洋史学者。東京大学名誉教授。

## 経歴
1915年、東京で生まれた。東京帝国大学文学部で東洋史を学び、1939年に卒業。北京に留学し、1941年に帰国し、東京大学文学部助手に採用された。1943年に応召し、1946年に復員。
戦後
戦後は東亜考古学会研究員として勤務。後に東京大学文学部助手に就いた。1949年、法政大学助教授に就き、1950年に教授昇格。1951年に東京大学東洋文化研究所助教授に転じた。1957年、学位論文『半瓦当の研究』を東京大学に提出して文学博士の学位を取得。また、同1957年に戦後はじめての考古学者による訪中が日本考古学協会と毎日新聞社の共同主催で組織されると団員として訪中。1964年、同研究所教授に昇格。1967年からは東京大学文学部教授に配置換え。1976年、東京大学を定年退官し、名誉教授となった。その後はお茶の水女子大学教授として教鞭をとり、1981年に定年を迎えるまで勤務。続いて法政大学教授となり、1986年に定年退任した。
学界では、日本考古学会会長を務めた。2003年に死去。

## 家族・親族
- 父：関野貞は建築史・美術史・考古学者。
- 兄：関野克はは建築史学者[5]。

## 著作
著書
- 『東亞考古學概説 1』法政大學通信教育部 1951
- 『半瓦当の研究』岩波書店 1952
- 『中国考古学研究』東京大学出版会 1956[6]
- 『中国考古学論攷』同成社 2005

共編著
- 『眼で見る古代の世界』三上次男・秀村欣二共編 学生社 1956
- 『館址 東北地方における集落址の研究』江上波夫・桜井清彦共編著 東京大学出版会 1958
- 『東アジア 第1 先史時代』(世界考古学大系 5) 平凡社 1960
- 『あなたの世界史 文明の起りと古代の世界』三上次男・秀村欣二共編 学生社新書 1961
- 『中国 第1 先史－唐』(講談社版世界美術 18) 講談社 1966
- 『中国の美術Ⅰ』(グランド世界美術 5) 長谷部楽爾共編 講談社 1978

翻訳
- 『長沙馬王堆一号漢墓』湖南省博物館・中国科学院考古研究所編平凡社 1976

## 参考
- 東大東洋文化研究所総覧